# 더듬이

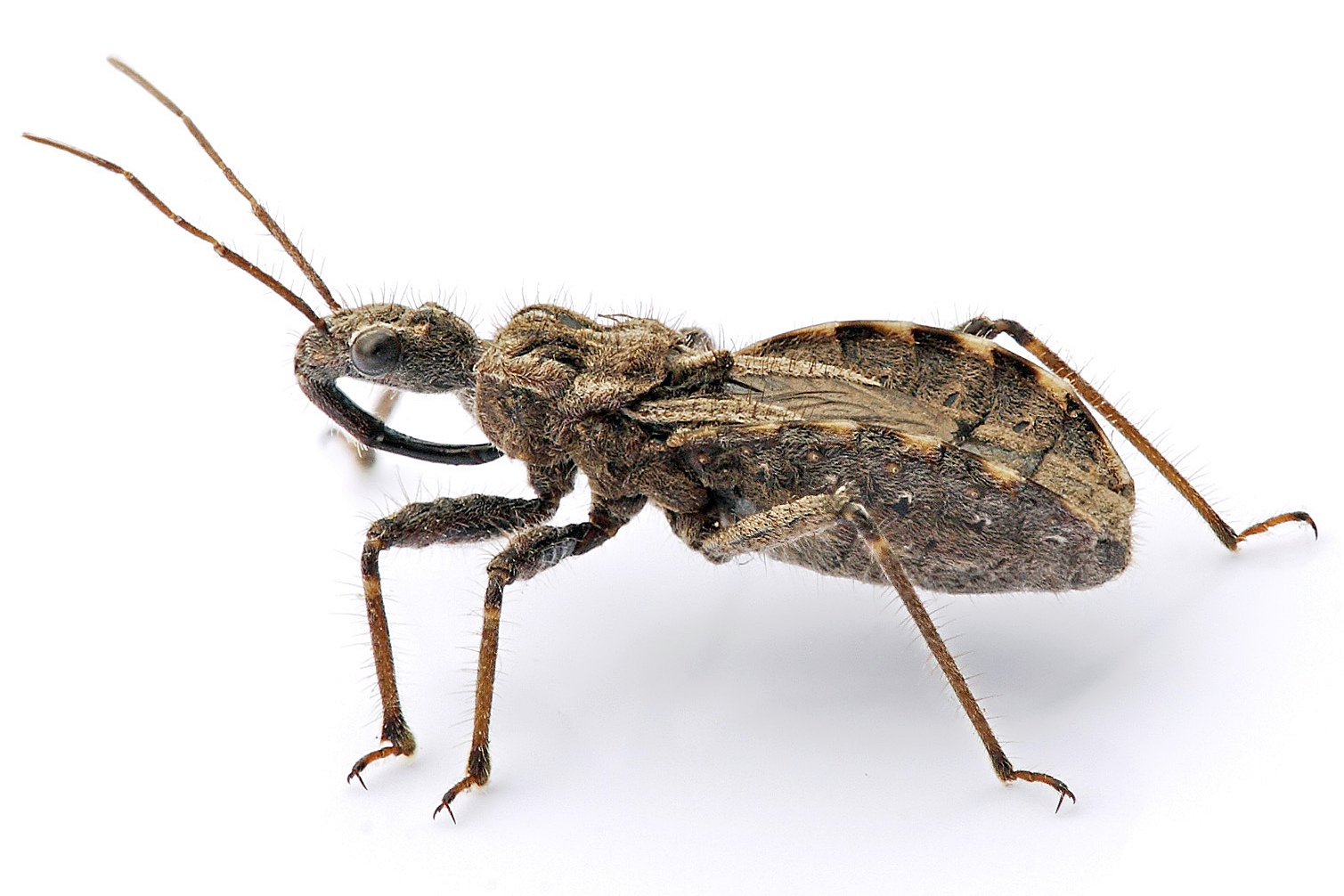
침노린재과의 한 곤충. 왼쪽 머리에 기다란 더듬이가 달려 있다.

더듬이 또는 촉각(觸角, 영어: antennae, 단수형: antenna, feelers)은 절지동물의 앞쪽 체절에 붙은 한 쌍의 기관을 말한다. 갑각류가 가지고 있는 작은 더듬이를 특히 소촉각(小觸角)이라 부르기도 한다.
더듬이는 절지동물 머리의 첫번째 혹은 두번째 체절에 붙어 있다. 형태는 다양하지만 전부 하나 또는 그 이상의 체절이 붙어 있는 형태이다. 더듬이는 보통 감각 기관이지만 감지하는 대상과 감지 방법, 그 특성은 각 동물마다 다르다. 더듬이는 촉각, 바람, 열, 진동(소리), 후각, 미각 등 다양한 감각을 느낄 수 있다. 절지동물의 더듬이는 짝짓기, 부화, 수영, 심지어 자신을 기질에 고정시키는 등 감각 외에도 다른 역할로 사용하기도 한다.
절지동물 유충의 더듬이는 성충과는 다른 형태를 가지고 있다. 예를 들어 많은 갑각류는 자유롭게 헤엄칠 수 있는데 유생은 더듬이를 사용해 수영한다. 개미처럼 무리짓는 곤충의 경우 더듬이를 통해 다른 무리를 찾을 수 있다. 모든 절지동물의 공통 조상은 한 쌍의 더듬이 같은 단지 다리 구조로 시작해 현대 갑각류 및 삼엽충 화석에서 볼 수 있는 한 쌍 이상의 이분지 다리 같은 구조로 변했을 것이라 추정한다. 더듬이가 없는 협각류와 낫발이목을 제외한 모든 비갑각류 절지동물은 한 쌍의 더듬이를 가지고 있다.

## 갑각류의 더듬이

따개비의 모식도. 더듬이가 화살표로 강조되어 있다.

갑각류는 두 쌍의 더듬이를 가지고 있다. 머리의 첫 번째 체절에 붙은 한 쌍의 더듬이를 주더듬이(primary antennae 또는 antennule)라고 한다. 이 쌍은 보통 하나이나, 게, 바닷가재 및 요지류에서는 2개이다. 두 번째 체절에 연결된 쌍을 보조 더듬이(secondary antennae 또는 antennae)라고 한다. 두 번째 더듬이는 근거리 형질(Plesiomorphy)로서 다양한 모습을 하고 있으며 2종이지만 나중에 많은 종들이 1쌍으로 진화했다. 예를 들어, 요지류의 경우 이 더듬이의 크기가 줄어들거나 따개비처럼 아예 없는 경우도 있다.
갑각류의 더듬이를 분류하는 기준으로는 편모체(곤충과 공통 용어), 고리, 기사 및 분절 등등 다양하다. 갑각류의 더듬이 끝 부분에 대해서는 이를 나누는 두 가지 방법이 있는데, 분절형 및 편모형으로 구분한다. 분절형의 경우 각 고리가 주변 고리와 분리되어 있고 개별로 근육체절이 달려 있다. 반면, 편모형 더듬이는 기부 주변에만 근육이 붙어 있어 더듬이의 관절 역할을 한다. 이는 근육체절이 없는 유연한 고리 꼬리와 같다.
갑각류는 더듬이를 감각 감지 이외에 다른 용도로도 쓴다. 많은 갑각류가 노플리우스(nauplius) 유생 단계를 거치는데, 이 유생은 수영을 위해 더듬이를 사용하는 특징을 가지고 있다. 물벼룩의 경우 발달한 부속지가 더듬이 밖에 없어 노플리우스 유생처럼 유영 및 먹이 섭취용으로 사용한다. 따개비는 더듬이를 사용하여 벽이나 바위에 붙어 있다. 게가재상과나 긴수염게과는 굴을 파고 사는데 두 번째 더듬이가 서로 맞물려 튜브나 스노클 같은 역할을 해 여과한 물을 아가미로 보내주는 가시같이 있다.
|             | 요각류 | 등각류 | 단각목 | 십각목 | 십각목 | 요지류 | 만각류 |
| ----------- | ------ | ------ | ------ | ------ | ------ | ------ | ------ |
| 주더듬이    |        |        |        |        |        |        |        |
| 보조 더듬이 |        |        |        |        |        |        |        |

## 곤충의 더듬이

곤충 더듬이의 모양을 묘사하는데 사용하는 용어

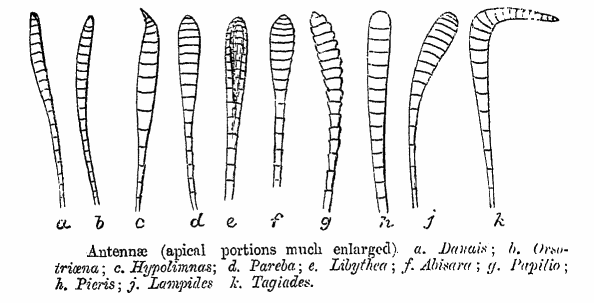
C. T. Bingham (1905)이 저술한 나비목 내 다양한 더듬이의 모습

학계 일부는 곤충이 선사시대 갑각류에서 진화했으며, 갑각류와 같은 보조 더듬이는 있지만 주더듬이는 사라졌다고 주장한다. 곤충에게 더듬이는 후각을 인지하는 주 기관이자 그 외 다양한 감각을 받아들이는 감각기 역할도 한다. 더듬이는 이마에 있는 눈 사이에 있으며 쌍을 이루고 움직이며 분절되어 있다. 발생학적으로는 머리의 두 번째 분절에 붙은 부속기관이다.
모든 곤충은 더듬이를 가지고 있지만 애벌레 형태에서는 매우 작다. 곤충이 아닌 분류군인 육각류 내 톡토기 및 좀붙이목 모두 더듬이를 가지고 있지만 낫발이목은 더듬이가 없다.
더듬이 안에 있는 섬모는 빨간집모기의 짝짓기에 매우 중요한 역할을 한다. 번식의 첫 단계로 더듬이 안의 섬모가 발기한다. 이 섬모는 암수에 따라 서로 다른 역할을 한다. 암컷 빨간집모기는 숙주를 찾기 위해 더듬이 섬모를 사용하고 반대로 수컷 빨간집모기는 암컷을 찾기 위해 섬모를 사용한다.

### 구조
곤충은 그 종이 다양하고 수가 많은 만큼, 더듬이의 모양도 다양하다. 많은 곤충이 둥글거나 약간 타원형의 마디로 연결된 실 모양이나 염주 모양의 더듬이를 가지고 있다. 하지만 일부 종이나 분류군의 경우 사는 환경이나 특질에 따라 모양이 다르게 나타나기도 한다.

## 같이 보기
- 곤충
- 갑각류
- 감각